# Ed Reed (Musiker)
Ed Reed (* 2. Februar 1929 in Cleveland, Ohio; † 31. Januar 2024) war ein US-amerikanischer Jazzsänger.

## Leben und Karriere
Reeds Mutter war Sängerin; sein Vater arbeitete als Chauffeur in Cleveland, später bei der Southern Pacific Railway. In den 1930er Jahren zog seine Familie nach Watts, einer Vorstadt von Los Angeles, wo er den jungen Charles Mingus kennenlernte, bei dem er informell Unterricht hatte. Seine frühen musikalischen Vorbilder waren Johnny Hodges und Lester Young. Mitte der 1940er Jahre hielt er sich in der Musikszene der Central Avenue auf. Nach Kriegsende flog er von der Highschool und wurde mit 17 Jahren zum Militär eingezogen, wo er bald heroinabhängig wurde.
Reed verbüßte ab 1951 vier Gefängnisstrafen wegen Drogenmissbrauchs und verbrachte insgesamt anderthalb Jahrzehnte in den Gefängnissen San Quentin und Folsom State Prison, wo er in Gefängnisbands auch mit Art Pepper spielte. Nach seiner Entlassung 1966 war er in der Sozialarbeit tätig, u. a. in einem Kinderzentrum für Wanderarbeiter in Sacramento, für das Catholic Welfare Bureau und in Stadtentwicklungsprojekten in Los Angeles. Mit 78 Jahren entstand sein Debütalbum Love Stories mit einem Programm aus Jazzstandards wie Bye Bye Blackbird oder Sometimes I Feel Like a Motherless Child. 2008 trat er in Marian McPartlands NPR-Radiosendung Piano Jazz auf. Bei den Jazz Awards der Jazz Journalists Association (JJA) wurde er 2011 als Jazz Hero ausgezeichnet.

## Diskographische Hinweise
- Sings Love Stories (2006), mit Peck Allmond, Gary Fisher, John Wiitala, Eddie Marshall
- The Song Is You (2008), mit Peck Allmond, Jamie Fox, Gary Fisher
- Born To Be Blue (2011) mit Randy Porter, Akira Tana[4]
- I’m a Shy Guy: A Tribute to the King Cole Trio & Their Music (2013), mit Anton Schwartz, Randy Porter, Jamie Fox, John Wiitala, Akira Tana